# ژان دارک (فیلم ۱۹۴۸)
ژان دارک (به انگلیسی: Joan of Arc) یک فیلم حماسی درام تاریخی به مدت ۱۴۵ دقیقه به کارگردانی ویکتور فلمینگ و با بازی اینگرید برگمان محصول سال ۱۹۴۸ کشور ایالات متحده است.

## جوایز اسکار
1. نامزد جایزه اسکار بهترین بازیگر نقش اول زن - اینگرید برگمان
2. نامزد جایزه اسکار بهترین بازیگر نقش مکمل مرد - خوزه فرر
3. برنده جایزه اسکار بهترین طراحی لباس (رنگی) - دوروتی جیکنس و باربارا کارینسکا
4. برنده جایزه اسکار بهترین فیلمبرداری (رنگی) - جوزف ولنتاین ویلیام وی. اسکال و وینتون هاچ
5. نامزد جایزه اسکار بهترین تدوین فیلم - فرانک سالیوان
6. نامزد جایزه اسکار بهترین کارگردانی هنری (رنگی)
7. نامزد جایزه اسکار بهترین موسیقی فیلم - هوگو فریدهوفر